# パブー
パブー（Puboo）は、デザインエッグ株式会社が提供している個人向け電子書籍作成サービスである。
当時株式会社paperboy&co.（現・GMOペパボ株式会社）が提供していたブクログの姉妹サービスとしてスタート。意思決定・サービス提供の迅速化を目的として、2012年6月1日をもってブクログ・パブーの運営部門を株式会社ブクログとして分社化した。

## 概要
オンラインのweb上で電子書籍と紙の本の作成と販売を行える無料サービスであり、法人などの利用も可能である。
作品の販売（公開）方法は無料と有料の2種類である。有料の場合の販売金額は10円から3,000円の間で設定できる。また、販売手数料として売上げ金額の30%をpaperboy&co.（現：GMOペパボ）が徴収し、印税として売上金額の70%を作成者が得る。
サービスの提供開始から2日間で約500本もの作品公開があり、その中には作家や漫画家などの著名人の利用も見受けられる。ユーザー数は2万人を突破しており、現在約9,000作品が公開されている。（2011年2月14日現在。ユーザー数は読者ユーザー、執筆ユーザーの合算）。
サービスの主な略歴
- 2010年6月22日 - サービスの提供開始[1][4]
- 2010年8月22日 - WISH2010「WISH2010大賞」「毎日.jp賞」を受賞[5][6][7]
- 2012年6月1日 - ブクログ・パブーの運営部門を株式会社ブクログとして分社化[2][8]
- 2016年10月31日 - 運営会社が株式会社トゥ・ディファクトに変更[9][10] 。
- 2019年9月30日 - 運営会社がデザインエッグ株式会社に変更[11][12]
- 2020年3月30日 - 紙の本の出版機能を追加[13][14]
- 2024年5月23日 - AI編集者「エディー」が文章のレビューを行う機能を追加[15]
- 2024年10月2日 - AI編集者「エディー」とチャット形式で企画会議が行える機能を追加[16]
- 2024年10月17日 - AI編集者「リーラ」が目次作りを行う機能を追加[17]

## サービス・機能
主なサービスと機能は下記の通りである。

### 作成
| 作成数           | 作成数           | 無制限           |
| ページ数         | ページ数         | 無制限           |
| 画像アップロード | 画像アップロード | 1ファイル2MBまで |

### 無料閲覧（公開）
| 公開     | 公開     | 公開と非公開の設定が可能 有料公開への切り替えが可能 |
| 販売価格 | 販売価格 | 無料 |
| 閲覧方法 | 閲覧方法 | 利用可能端末：PC、iPad、iPhone、Kindle、Android携帯 閲覧形式：WEB版、ePub版、PDF版（ePub・PDF出力の可否は作成者が選択できる） 再ダウンロードが可能（更新分も閲覧可能） |

### 有料販売（公開）
| 公開     | 公開                 | 公開と非公開の設定が可能 無料公開への切り替えが可能 試し読み設定が可能（作成者が好きなページを設定）                   |
| 販売価格 | 販売価格             | 10円～3000円（作成者が設定）                                                                                           |
| 購入方法 | クレジットカード決済 | クレジットカードを登録する                                                                                             |
| 購入方法 | 共通                 | 購入後は再ダウンロードが可能（更新分も閲覧可能）                                                                       |
| 購読方法 | 購読方法             | 利用可能端末：PC、iPad、iPhone、Kindle、Android携帯 購読形式：PC版、ePub版、PDF版（ePub・PDF出力可否は作成者が選べる） |

## 利用している主な著名人
- うめ（漫画家）
- 小川輝晃（俳優）
- 株式会社ぎょうせい（出版社）
- 桜野みねね（漫画家）
- 佐々木俊尚（ジャーナリスト）
- 須賀原洋行（漫画家）
- 円山夢久（ライトノベル作家）

## パブー作家発掘プロジェクト
個人による電子書籍出版の活性化、小説・漫画などの様々なジャンルで活躍できる個人の才能を発掘することを目的とするプロジェクトである。
- 2010年9月1日〜11月11日 - 第1回 絵本コンテスト[18]

## 受賞歴・記録
- WISH2010 「WISH2010大賞」「毎日.jp賞」[5]